# Polizeikampf

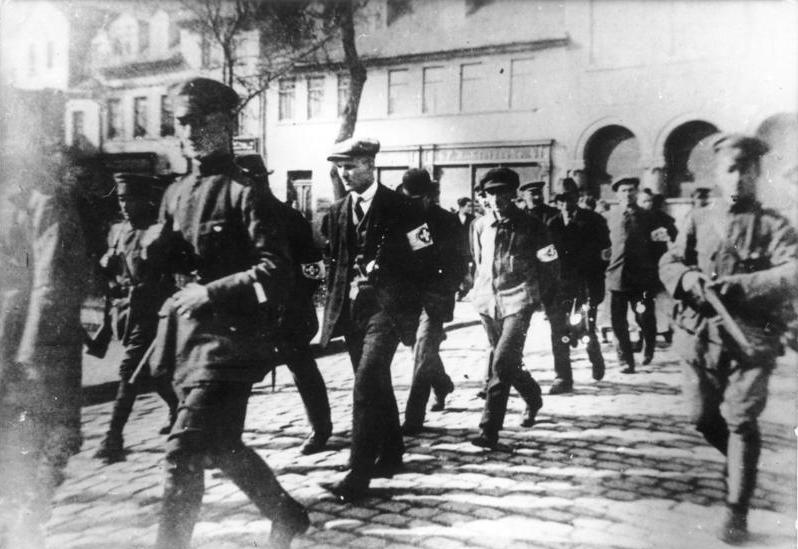
Bundesarchiv Bild 183-K0105-0601-004, Märzkämpfe in Mitteldeutschland, Eisleben

Beim Polizeikampf handelt es sich um einen historischen polizeitaktischen Begriff, der in den 1920er Jahren in den deutschen Ordnungs- bzw. Schutzpolizeien der Bundesstaaten für Kampfhandlungen geprägt wurde, die die Aufstandsbekämpfung beinhalteten. Ein zu bekämpfender Gegner war der Antimilitärische Apparat (M-Apparat) der Kommunistischen Partei Deutschlands (KPD), die in ihrer Militärfachzeitschrift Vom Bürgerkrieg (1923–1926) und Oktober. Militärpolitisches Mitteilungsblatt (1926–1931) Konzepte zur Aufstandsplanung entwickelte. Der Begriff wurde in der Bundesrepublik Deutschland ab 1950 erneut verwendet bei der Ausbildung der neu gegründeten Bereitschaftspolizei und wurde bis Anfang der 1970er Jahre in der polizeitheoretischen Literatur verwandt. Im militärgeschichtlichen Sinn handelte es sich um Konzepte zur Partisanen- bzw. Guerillabekämpfung.

## Historischer Hintergrund
Im Kaiserreich war das Militär für die Niederschlagung von Unruhen oder Aufständen zuständig, also die preußische, bayerische, sächsische und württembergische Armee. Im Gegensatz zu Frankreich, Spanien oder Italien, wo militärisch organisierte und kasernierte Polizeitruppen bestanden, war die Polizei des Kaiserreichs größtenteils nichtstaatlich strukturiert und, wie heute noch in den USA, Angelegenheit der Kommunen. Staatlich war neben den Schutzmannschaften von Berlin, Dresden und München lediglich die Gendarmerie der Einzelstaaten, die jedoch nahezu ausschließlich auf dem Land tätig war. Da in Klein- und Mittelstädten faktisch auch keine Trennung von Vollzugs- und Verwaltungspolizei existierte, war die kommunale Polizei im Kaiserreich größtenteils mit Verwaltungsaufgaben beschäftigt, die heute in der Bundesrepublik durch die kommunalen Ordnungsämter oder die Landkreise wahrgenommen werden. Sie besaß keinerlei Ausbildung für die Bekämpfung von Schwerkriminalität oder bewaffneten Aufständischen.
Diese Polizeien waren bei den bürgerkriegsähnlichen Unruhen nach der Novemberrevolution von 1918 nicht in der Lage, die öffentliche Sicherheit und Ordnung aufrechtzuerhalten. Die vorläufige Reichswehr und später auch die Reichswehr war unzureichend mit Personal ausgestattet und konzentrierte sich auf die Abwehr regulärer ausländischer Streitkräfte, kam also für die Verwendung im Innern nicht in Frage. So wurde im Laufe des Jahres 1919 auf Länderebene die paramilitärische Sicherheitspolizei eingerichtet, die aber 1920 aufgrund französischer Beschwerden entmilitarisiert und nun je nach Bundesstaat in Schutz- oder Ordnungspolizei umbenannt werden musste. Trotzdem blieben die Schupo/Orpo militärisch organisiert. Das Offizierkorps stammte nahezu ausschließlich aus der alten Armee.
Die neuen Polizeien operierten anfänglich noch nach rein militärischen Vorschriften. Das war nicht problematisch, weil kommunistische Aufständische zum Beispiel während der Bremer Räterepublik, der Münchner Räterepublik und im Ruhraufstand von 1920 durchaus selbst konventionelle militärische Taktiken anwandten; ein großer Teil der Rebellen setzte sich aus ehemaligen Heeres- und Marineangehörigen zusammen. Im mitteldeutschen Aufstand der KPD von 1921 und im Hamburger Aufstand von 1923 operierte die KPD jedoch teilweise mit Partisanen- bzw. Guerillataktiken. Die Polizeitheoretiker erkannten, dass die bisherigen militärischen Konzepte sowohl aus juristischen als auch polizeitaktischen Gründen überholt waren. Das Resultat dieser Überlegungen schlug sich bis 1933 in Veröffentlichungen, ausschließlich von aktiven Polizeioffizieren, nieder.

## Die theoretischen Konzepte
Die Polizeitheoretiker, allen voran Oberstleutnant Wilhelm Hartenstein in Hamburg, gingen zwar davon aus, dass Kampfhandlungen von Aufständischen teilweise regulären militärischen Operationen glichen, andererseits aber eine Komponente des Bandenkampfs bzw. einer Partisanen- oder Guerillataktik aufwiesen. Im Gegensatz zur regulären Kriegführung vor allem im Weltkrieg 1914 bis 1918 gab es aber bei Aufständen, vor allem in Großstädten, keine klare Trennung zwischen Front und Hinterland. Dafür wurde von Hartenstein der Begriff „Kampf im Raum“ geprägt, der auch die dritte Dimension beinhaltete, da Polizeieinheiten, wie sich im Hamburger Aufstand gezeigt hatte, auch aus Häuserblocks bzw. deren Dächern unter Feuer genommen werden konnten. Hartenstein vertrat daher das Konzept „Front überall“, das eine Einschließung von Polizeieinheiten in Rechnung stellte, und sprach von einem „Partisanen- und Dachschützensystem“ der Aufständischen. 1933 stellte er noch einmal in seinem Aufsatz Einführung in Wesen und Grundzüge der Schutzpolizeiverwendung (Berlin 1932/33) deutlich die Unterschiede zwischen Kriegshandlungen und dem Einsatz der Schutzpolizei heraus:

„Wenngleich militärische Gefechtshandlungen und polizeilicher Einsatz in ihrem ganzen Charakter erhebliche Unterschiede zueinander aufweisen, so besteht doch zwischen beiden eine gewisse Wesensverwandtschaft, an der man nicht vorüber gehen kann. Daneben bleibt die Tatsache bestehen, daß die Schutzpolizei in ihrer heutigen Gestalt für kriegerische Zwecke unbrauchbar ist, ebenso wie das Heer für eine aktive Lösung rein polizeilicher Aufgaben nicht in Frage kommt (vgl. v. Seeckt, „Zukunft des Reiches“). Der Einsatz im Innern, in Sonderheit der Straßen- und Häuserkampf, wird vom Heer nicht geübt. Die Ausbildung bleibt ausschließlich auf den Vernichtungskampf moderner Feindheere eingestellt. Soweit trotzdem auf das Heer oder Teile desselben zur Aufrechterhaltung geordneter Zustände im Innern zurückgegriffen wird, kann es sich nur um einen seltenen Ausnahmefall, d.h. um eine Art Kriegszustand im Innern handeln, der einen solchen „kriegerischen“ Einsatz rechtfertigt. Ein derartiger Fall äußerster Not setzt voraus, daß die Schutzpolizei mit ihrem taktischen Latein zu Ende ist.“

Ziel des Polizeikampfs war nicht, wie im militärischen Gefecht, die so genannte Vernichtung des Gegners, sondern seine Festnahme. Der polizeiliche Gegner war ein Staatsbürger, dem auch im Aufstandsfall und bei Anwendung von Schusswaffen und Sprengmitteln wie Handgranaten ein Prozess gemacht werden musste. Obwohl viele Theoretiker ein energisches Vorgehen forderten, um die Aufständischen durch eine de-eskalierende Haltung nicht noch zu ermutigen, gab es auch Taktiker wie Wilhelm Neese, der auch ein defensives Vorgehen forderte, um Verluste zu vermeiden und den Aufständischen nicht die Möglichkeit zu geben, die Polizei als Angreifer zu diffamieren.
Dass sich rein äußerlich Gefechte zwischen Aufständischen und der Polizei militärischen Kampfhandlungen ähnelten, stellte jedoch Fendel-Sartorius fest, der 1921 mit seiner Schutzpolizei-Einheit im Raum Halle gegen Max Hoelz operiert hatte:

„Ist dagegen der polizeiliche Kampf zur Aufrechterhaltung der Ruhe und Sicherheit im Lande einmal im Gange, so nimmt er naturgemäß vielfach den Charakter militärischer Fechtweise an, denn schließlich ist jeder mit modernen Waffen geführter Kampf dem anderen ähnlich.“

Alle Polizeitheoretiker sahen in der (nicht genehmigten) Massendemonstration einen gefährlichen Katalysator für einen Aufstand, da die Polizei aus der Masse heraus eingekesselt und entwaffnet werden konnte. Sie befürworteten daher eine frühzeitige Zerschlagung der Demonstration, um einen Aufstand schon im Keim zu ersticken. Als besonders wichtig wurde die Aufklärung im Vorfeld von zu erwartenden Unruhen angesehen. Diese oblag in den Großstädten der Kriminalpolizei, die durch V-Leute in der Regel einen recht guten Überblick über die Aktivitäten radikaler Gruppen und Polizeien besaß. Länder wie Bremen, Bayern, Baden und Württemberg verfügten über sehr effektive so genannte Nachrichtenpolizeien, im weitesten Sinne Vorläufer der heutigen Landesämter für Verfassungsschutz, die ständig Lageberichte sowohl über das rechte wie linke politische Spektrum verfassten. Diese Berichte wurden vom Reichskommissar für Überwachung der öffentlichen Ordnung gesammelt und wiederum reichsweit den Polizeibehörden zur gegenseitigen Information zugeleitet.
Generell sah sich die Polizei selbst gegenüber den Aufständischen im Vorteil. Den Behörden war durchaus bekannt, dass der so genannte Militärapparat (M-Apparat) der KPD nicht sonderlich effektiv war. Außerdem waren seit ca. 1922 die noch aus dem Weltkrieg im Privatbesitz befindlichen Militärwaffen beschlagnahmt oder vernichtet worden, so dass die Aufständischen nicht noch wie 1921 auf derartige Bestände zurückgreifen konnten. Außerdem verfügten die jüngeren KPD-Mitglieder oder Anhänger der Partei nicht mehr über eine durch die frühere Wehrpflicht bedingte militärische Ausbildung. Dagegen waren die Schutz- und Ordnungspolizeien der größeren Bundesstaaten wie Preußen, Bayern oder Sachsen sehr gut ausgebildet und ausgerüstet.
Tatsächlich fand jedoch nach dem völligen Scheitern des Hamburger Aufstands 1923 kein weiterer Versuch der KPD und ihres Militärapparats zum gewaltsamen Umsturz statt, obwohl in der Zeitschrift Oktober: militärpolitisches Mitteilungsblatt (bis 1926 Vom Bürgerkrieg) ständig offen über Aufstandskonzepte berichtet wurde. Die Zeitschrift, deren letzter Chefredakteur der militärische Leiter des Hamburger Aufstands, Hans Kippenberger, war, wurde im Dezember 1931 von der KPD-Führung eingestellt, weil der radikale Tenor der Artikel inzwischen einen Anlass für ein Verbotsverfahren gegen die Partei bot. Sowohl der Militärapparat der KPD als auch die Polizeitheoretiker hatten bis dahin ihre Publikationen gegenseitig ausgewertet.

## Polizeikampf im Dritten Reich
Durch die Machtergreifung verloren die kasernierten Länderpolizeien schnell an Bedeutung, bis sie 1935 aufgelöst und der größte Teil des Personals in die neue Wehrmacht übernommen wurde. Doch vermutlich um 1937 ergab sich offenbar die Notwendigkeit, für die neu aufgebaute Ordnungspolizei ein neues Konzept für den Polizeikampf zu entwickeln. Dieses schlug sich in dem Werk des Pol.-Hauptmanns Alfons Illinger nieder: Der Unterführer in der Polizeiverwendung (Lübeck 1938). Nach seinen eigenen Angaben wurde er zu dem Werk von seinem früheren Vorgesetzten, dem Oberst der Gendarmerie Dr. Oskar Lossen, angeregt, der nun beim Reichsführer SS und Chef der deutschen Polizei im Reichsministerium des Innern als Leiter des Ausbildungsamts tätig war. Lossen war nach dem Zweiten Weltkrieg Mitautor des Ausbildungswerks Polizei-SOS: Schutz, Ordnung, Sicherheit. Dienstliche Winke für Polizeibeamte (Hannover 1950), das 1942 zum ersten Mal erschienen war und zuletzt 1953 aufgelegt wurde. Illinger selbst war Lehrer für Polizeiverwendung an der Polizei-Offizier- und Schutzpolizeischule Fürstenfeldbruck bei München. In Kapitel VII. Einsatz im totalen Krieg wird der Polizeikampf gegen „Spreng- bzw. Terrortrupps“ thematisiert. Der Autor nahm an, dass ein Krieg gegen die Sowjetunion in absehbarer Zeit zu erwarten sei und dass dieser von Seiten der UdSSR aus als totaler Krieg geführt werden würde, wobei er mit dem Absetzen von Sabotagetrupps per Fallschirm weit im deutschen Hinterland rechnete. Die Arbeit enthält keinerlei Konzepte für die Bekämpfung von Partisanen in der UdSSR selbst. Der größte Teil des Werkes enthält jedoch Anleitungen zur Bekämpfung der normalen Kriminalität oder der Absicherung von Großveranstaltungen. Inhaltlich sind diese Teile offenbar weitgehend identisch mit dem Standardwerk Polizei-Taktik von Botho Elster/Herbert Jilski (Berlin 1928). Illingers Arbeit, 1942 und 1943 noch einmal unverändert nachgedruckt, blieb das einzige richtiggehende Lehrbuch für den Polizeikampf während des „Dritten Reichs“.

## Polizeieinsatz in der Bundesrepublik im Rahmen von terroristischen Anschlägen und unkonventioneller Kriegsführung
Kurz nach der Aufstellung der Bereitschaftspolizeien der Länder in der Bundesrepublik Deutschland 1950 wurde Illingers Werk 1952 leicht modifiziert neu aufgelegt; die elfte und letzte Ausgabe erschien 1962. Es diente auch anderen polizeitaktischen Werken in der Bundesrepublik Deutschland als Grundlage. Die Polizeitheoretiker der Bundesrepublik gingen davon aus, dass die KPD, die 1956 verboten wurde, bewaffnete Aufstände planen könnte, die vom Ausland mit Sabotagetrupps unterstützt werden würden. Auch wurde immer wieder auf die Aufstandsversuche in den 1920er Jahren hingewiesen. In den 1960er Jahren wurde der Begriff Polizeikampf durch den Begriff Außergewöhnlicher Sicherheits- und Ordnungsdienst (ASOD) abgelöst. Auch dieser Begriff wurde spätestens ab Mitte der 1970er Jahre nicht mehr verwandt und die entsprechenden Ausbildungskonzepte in den Bereitschaftspolizeien der Länder nach und nach eingestellt.
Militärgeschichtlich sind die Konzepte des Polizeikampfs, die in den 1920er Jahren entwickelt wurden und mit Unterbrechungen bis Anfang der 1970er Jahre gültig waren, von Interesse, da sie die einzigen umfassenden theoretischen Überlegungen in Deutschland zur counter insurgency (Bekämpfung bewaffneter Aufstände), Guerillabekämpfung oder asymmetrischen Kriegführung darstellen. Die Konzepte der KPD beziehungsweise der Kommunistischen Internationale finden sich in den Werken von „Alfred Langer“ und „A. Neuberg“ wieder; in beiden Fällen handelt es sich um zum Teil bis heute nicht vollständig aufgedeckte Sammelpseudonyme.